# Bout de Zan
Bout de Zan és un personatge creat per Louis Feuillade, al voltant del qual va crear una saga de curtmetratge. Hi ha més de seixanta pel·lícules amb Bout de Zan dirigides per Louis Feuillade entre 1912 i 1916, així com una dirigida per Christian-Jaque el 1932.

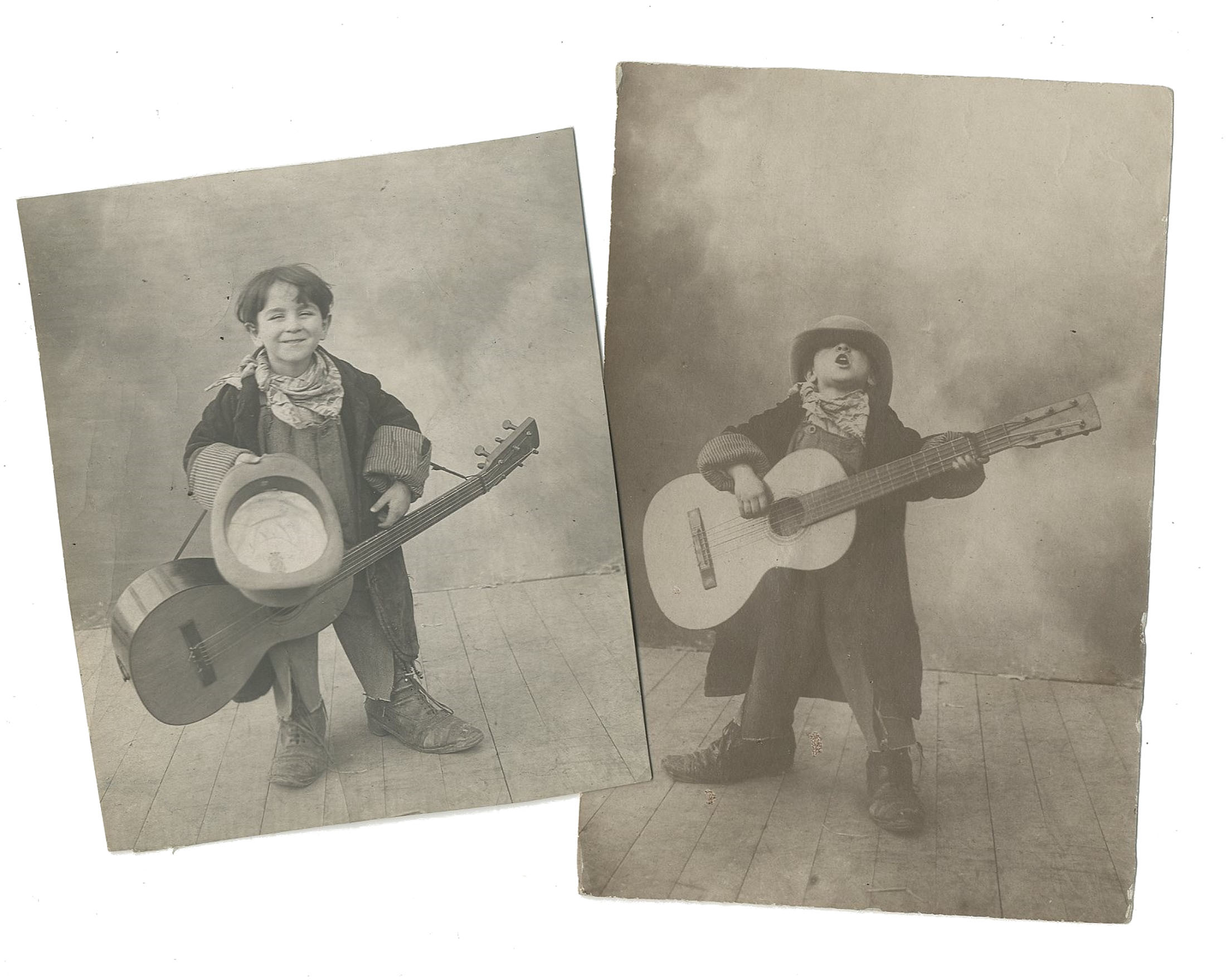
René Payen tocanat la guitarra

Bout de Zan (el nom de la pastisseria) és interpretat per René Poyen, nascut el 1908 que, per tant, tenia 4 anys durant les primeres pel·lícules.
Aquest paper d'enfant terrible va acompanyat de vegades pel personatge Bébé interpretat per René Dary, principalment al començament de la saga.

## Filmografia

### 1912
- Bébé adopte un petit frère[1]

Longitud de bobina : 356 metres
Format : 1,33:1
Distribució : Renée Carl (Mme Labèbe, mare de Bébé), René Dary (Bébé), Paul Manson (pare de Bébé), René Poyen (Bout de Zan) i Jeanne Saint-Bonnet (Julie, la bonne)
Societat de producció : Gaumont
Gènere :Comèdia
Data d'estrena :  França : juliol de 1912 o 2 d’agost de 1912
- Bébé, Bout de Zan et le Voleur

Longitud de bobina : 225 metres
Format : 1,33:1
Distribució : Renée Carl (Mme Labèbe, mare de Bébé), René Dary (Bébé), Paul Manson (pare de Bébé), René Poyen (Bout de Zan) i Jeanne Saint-Bonnet (Julie, la bonne)
Societat de producció : Gaumont
Gènere : Comèdia
Data d'estrena : novembre de 1912
- Bout de Zan revient du cirque

Longitud de bobina : 85 metres
Format : 1,33:1
Distribució : René Poyen (Bout de Zan), Renée Carl, Paul Manson i Jeanne Saint-Bonnet (Julie, la bonne)
Societat de producció : Gaumont
Gènere : Comèdia
Data d'estrena : 13 de desembre de 1912

### 1913
- Le Crime de Bout de Zan[5]

Longitud de bobina :
Format : 1,33:1
Distribució : René Poyen (Bout de Zan)
Societat de producció : Gaumont
Gènere : Comèdia
Data d'estrena :
- Les Souhaits de Bout de Zan[6]

Longitud de bobina :
Format : 1,33:1
Distribució : René Poyen (Bout de Zan)
Gènere : Comèdia
Data d'estrena :
- Bout de Zan et sa tirelire o La Tirelire de Bout de Zan[7]

Longitud de bobina : 225 metres
Format : 1,33:1
Distribució : Alice Tissot, René Poyen (Bout de Zan) i Marthe Vinot
Societat de producció : Gaumont
Gènere : Comèdia
Data d'estrena : gener de 1913
- Bout de Zan fait une enquête[9]

Longitud de bobina : 170 metres
Format : 1,33:1
Distribució : René Poyen (Bout de Zan) i Renée Carl
Societat de producció : Gaumont
Gènere : Comèdia
Data d'estrena : març de 1913
- La Première Idylle de Bout de Zan[11]

Longitud de bobina : 305 metres
Format : 1,33:1
Distribució : René Poyen (Bout de Zan)
Societat de producció : Gaumont
Gènere : Comèdia
Data d'estrena : març de 1913
- Une aventure de Bout de Zan[12]

Longitud de bobina : 215 metres
Format : 1,33:1
Distribució : René Poyen (Bout de Zan), René Navarre (pare de la filleta), Edmund Breon (un agent), Luitz-Morat, Monti i Nollot
Societat de producció : Gaumont
Gènere : Comèdia
Data d'estrena : març de 1913
- L'Éducation de Bout de Zan[13]

Longitud de bobina : 112 metres
Format : 1,33:1
Distribució : René Poyen (Bout de Zan)
Societat de producció : Gaumont
Gènere : Comèdia
Data d'estrena : maig de 1913
- Bout de Zan et le Chien policier[14]

Longitud de bobina : 270 metres
Format : 1,33:1
Distribució : René Poyen (Bout de Zan)
Societat de producció : Gaumont
Gènere : Comèdia
Data d'estrena : maig de 1913
- Bout de Zan vole un éléphant[15]

Longitud de bobina : 220 metres
Format : 1,33:1
Distribució : René Poyen (Bout de Zan)
Societat de producció : Gaumont
Gènere : Comèdia
Data d'estrena : 2 de maig de 1913|
 Veure la pel·lícula
- Bout de Zan et le Chien ratier[16]

Longitud de bobina : 112 metres
Format : 1,33:1
Distribució : René Poyen (Bout de Zan)
Societat de producció : Gaumont
Gènere : Comèdia
Data d'estrena : juny de 1913
- Bout de Zan fait les commissions[17]

Longitud de bobina : 113 metres
Format : 1,33:1
Distribució : René Poyen (Bout de Zan)
Societat de producció : Gaumont
Gènere : Comèdia
Data d'estrena : juliol de 1913
- Bout de Zan au bal masqué[19]

Longitud de bobina : 230 metres
Format : 1,33:1
Distribució : René Poyen (Bout de Zan)
Societat de producció : Gaumont
Gènere : Comèdia
Data d'estrena : agost de 1913
- Les Cerises de Bout de Zan[20]

Longitud de bobina : 180 metres
Format : 1,33:1
Distribució : René Poyen (Bout de Zan)
Societat de producció : Gaumont
Gènere : Comèdia
Data d'estrena : agost de 1013
- Bout de Zan chanteur ambulant[21]

Longitud de bobina : 237 metres
Format : 1,33:1
Distribució : René Poyen (Bout de Zan) i Marthe Vinot
Societat de producció : Gaumont
Gènere : Comèdia
Data d'estrena : 1 d’agost de 1913 à Saint-Étienne
- Bout de Zan et le Pêcheur[23]

Longitud de bobina : 115 metres
Format : 1,33:1
Distribució : René Poyen (Bout de Zan)
Societat de producció : Gaumont
Gènere : Comèdia
Data d'estrena : setembre de 1913
- Bout de Zan regarde par la fenêtre[25]

Longitud de bobina : 139 metres
Format : 1,33:1
Distribució : René Poyen (Bout de Zan)
Societat de producció : Gaumont
Gènere : Comèdia
Data d'estrena : setembre de 1913
- Bout de Zan et sa petite amie[26]

Longitud de bobina : 277 metres
Format : 1,33:1
Distribució : René Poyen (Bout de Zan)
Societat de producció : Gaumont
Gènere : Comèdia
Data d'estrena : setembre de 1913
- Bout de Zan et le Chemineau[28]

Longitud de bobina : 117 metres
Format : 1,33:1
Distribució : Renée Carl (Mme Labèbe, mare de Bébé), Paul Manson (pare de Bébé), René Poyen (Bout de Zan), Jeanne Saint-Bonnet (Julie, la bonne) i Alice Tissot
Societat de producció : Gaumont
Gènere : Comèdia
Data d'estrena : octubre de 1913
- Bout de Zan et le Crocodile[29]

Longitud de bobina : 108 metres
Format : 1,33:1
Distribució : René Poyen (Bout de Zan)
Societat de producció : Gaumont
Gènere : Comèdia
Data d'estrena : octubre de 1913
- Bout de Zan et le Mannequin[30]

Longitud de bobina : 79 metres
Format : 1,33:1
Distribució : René Poyen (Bout de Zan)
Societat de producció : Gaumont
Gènere : Comèdia
Data d'estrena : octubre de 1913
- Bout de Zan et le Lion[31]

Longitud de bobina : 140 metres
Format : 1,33:1
Distribució : René Poyen (Bout de Zan), Jeanne Saint-Bonnet (Julie, la bonne) i Marguerite Lavigne
Societat de producció : Gaumont
Gènere : Comèdia
Data d'estrena : novembre de 1913
- Les Étrennes de Bout de Zan[32]

Longitud de bobina : 190 metres
Format : 1,33:1
Distribució : René Poyen (Bout de Zan)
Societat de producció : Gaumont
Gènere : Comèdia
Data d'estrena : desembre de 1913
- Bout de Zan s'amuse

Longitud de bobina : 133 metres
Format : 1,33:1
Distribució : René Poyen (Bout de Zan)
Societat de producció : Gaumont
Gènere : Comèdia
Data d'estrena : 5 de desembre de 1913

### 1914
- Bout de Zan a la gale[33]

Longitud de bobina : 120 metres
Format : 1,33:1
Distribució : Edmund Breon, Marguerite Lavigne, René Poyen (Bout de Zan) i Jeanne Saint-Bonnet
Societat de producció : Gaumont
Gènere : Comèdia
Data d'estrena : 28 de maig de 1914 à Saint-Étienne
- Bout de Zan et le Crime au téléphone[35]

Longitud de bobina : 150 metres
Format : 1,33:1
Distribució : Renée Carl (la mare de Bébé) i René Poyen (Bout de Zan)
Societat de producció : Gaumont
Gènere : Comèdia
Data d'estrena : 16 de gener de 1914
- Bout de Zan et le Cigare[36]

Format : 1,33:1
Longitud de bobina :
Distribució : René Poyen (Bout de Zan)
Societat de producció : Gaumont
Gènere : Comèdia
Data d'estrena : 13 de febrer de 1914
- Bout de Zan a le ver solitaire

Longitud de bobina : 138 metres
Format : 1,33:1
Distribució : René Poyen (Bout de Zan)
Societat de producció : Gaumont
Gènere : Comèdia
Data d'estrena :
- Bout de Zan chanteur des rues

Longitud de bobina :
Format : 1,33:1
Distribució : René Poyen (Bout de Zan)
Societat de producció : Gaumont
Gènere : Comèdia
Data d'estrena :
- Bout de Zan écrit ses mémoires

Longitud de bobina :
Format : 1,33:1
Distribució : René Poyen (Bout de Zan)
Societat de producció : Gaumont
Gènere : Comèdia
Data d'estrena :
- Bout de Zan écrit ses maximes

Longitud de bobina : 136 metres
Format : 1,33:1
Distribució : René Poyen (Bout de Zan)
Societat de producció : Gaumont
Gènere : Comèdia
Data d'estrena : 10 de juliol de 1914
- Bout de Zan en villégiature

Longitud de bobina : 129 metres
Format : 1,33:1
Distribució : René Poyen (Bout de Zan)
Societat de producció : Gaumont
Gènere : Comèdia
Data d'estrena :
- Bout de Zan épicier

Longitud de bobina : 229 metres
Format : 1,33:1
Distribució : René Poyen (Bout de Zan)
Societat de producció : Gaumont
Gènere : Comèdia
Data d'estrena : maig de 1914
- Bout de Zan et l'Éléphant

Longitud de bobina : 221 metres
Format : 1,33:1
Distribució : René Poyen (Bout de Zan)
Societat de producció : Gaumont
Gènere : Comèdia
Data d'estrena :
- Bout de Zan et le Père Ledru

Longitud de bobina :
Format : 1,33:1
Distribució : René Poyen (Bout de Zan)
Societat de producció : Gaumont
Gènere : Comèdia
Data d'estrena :
- Bout de Zan et le Ramoneur

Longitud de bobina : 245 metres
Format : 1,33:1
Distribució : René Poyen (Bout de Zan)
Societat de producció : Gaumont
Gènere : Comèdia
Data d'estrena :
- Bout de Zan et le Sac de noix

Longitud de bobina : 162 metres
Format : 1,33:1
Distribució : René Poyen (Bout de Zan)
Societat de producció : Gaumont
Gènere : Comèdia
Data d'estrena :
- Bout de Zan pacifiste

Longitud de bobina : 88 metres
Format : 1,33:1
Distribució : René Poyen (Bout de Zan)
Societat de producció : Gaumont
Gènere : Comèdia
Data d'estrena :
- Bout de Zan pugiliste

Longitud de bobina : 120 metres
Format : 1,33:1
Distribució : René Poyen (Bout de Zan)
Societat de producció : Gaumont
Gènere : Comèdia
Data d'estrena : 3 de juliol de 1914
- Bout de Zan se suicide

Longitud de bobina :
Format : 1,33:1
Distribució : René Poyen (Bout de Zan)
Societat de producció : Gaumont
Gènere : Comèdia
Data d'estrena :
- Bout de Zan vaudevilliste

Longitud de bobina : 166 metres
Format : 1,33:1
Distribució : René Poyen (Bout de Zan)
Societat de producció : Gaumont
Gènere : Comèdia
Data d'estrena :
- Bout de Zan veut s'engager

Longitud de bobina :
Format : 1,33:1
Distribució : René Poyen (Bout de Zan)
Societat de producció : Gaumont
Gènere : Comèdia
Data d'estrena :
- Le Noël de Bout de Zan

Longitud de bobina :
Format : 1,33:1
Distribució : René Poyen (Bout de Zan)
Societat de producció : Gaumont
Gènere : Comèdia
Data d'estrena :
- Les Résolutions de Bout de Zan

Longitud de bobina : 82 metres
Format : 1,33:1
Distribució : René Poyen (Bout de Zan)
Societat de producció : Gaumont
Gènere : Comèdia
Data d'estrena :

### 1915
- Bout de Zan a la jaunisse

Longitud de bobina :
Format : 1,33:1
Distribució : René Poyen (Bout de Zan)
Societat de producció : Gaumont
Gènere : Comèdia
Data d'estrena :
- Bout de Zan a le cafard

Longitud de bobina :
Format : 1,33:1
Distribució : René Poyen (Bout de Zan)
Societat de producció : Gaumont
Gènere : Comèdia
Data d'estrena :
- Bout de Zan aime l'Italie

Longitud de bobina : 167 metres
Format : 1,33:1
Distribució : René Poyen (Bout de Zan)
Societat de producció : Gaumont
Gènere : Comèdia
Data d'estrena :
- Bout de Zan est patriote

Longitud de bobina : 350 metres
Format : 1,33:1
Distribució : René Poyen (Bout de Zan)
Societat de producció : Gaumont
Gènere : Comèdia
Data d'estrena :
- Bout de Zan et l'Embusqué

Longitud de bobina :
Format : 1,33:1
Distribució : René Poyen (Bout de Zan)
Societat de producció : Gaumont
Gènere : Comèdia
Data d'estrena :
 de Zan-lembusque-1915_creation Veure la pel·lícula
- Bout de Zan et la Gamine

Longitud de bobina :
Format : 1,33:1
Distribució : René Poyen (Bout de Zan)
Societat de producció : Gaumont
Gènere : Comèdia
Data d'estrena :
'* Bout de Zan et l'Espion
Longitud de bobina :
Format : 1,33:1
Distribució : René Poyen (Bout de Zan)
Societat de producció : Gaumont
Gènere : Comèdia
Data d'estrena :
- Bout de Zan et le Fantôme

Longitud de bobina : 245 metres
Format : 1,33:1
Distribució : René Poyen (Bout de Zan)
Societat de producció : Gaumont
Gènere : Comèdia
Data d'estrena :
- Bout de Zan et le Petit Poucet

Longitud de bobina :
Format : 1,33:1
Distribució : René Poyen (Bout de Zan)
Societat de producció : Gaumont
Gènere : Comèdia
Data d'estrena :
- Bout de Zan et le Poilu

Longitud de bobina :
Format : 1,33:1
Distribució : René Poyen (Bout de Zan)
Societat de producció : Gaumont
Gènere : Comèdia
Data d'estrena :
- Bout de Zan et les Contrebandiers de la rivière

Longitud de bobina :
Format : 1,33:1
Distribució : René Poyen (Bout de Zan)
Societat de producció : Gaumont
Gènere : Comèdia
Data d'estrena :
- Bout de Zan fait des siennes

Longitud de bobina :
Format : 1,33:1
Distribució : René Poyen (Bout de Zan)
Societat de producció : Gaumont
Gènere : Comèdia
Data d'estrena :
- Bout de Zan infirmier

Longitud de bobina :
Format : 1,33:1
Distribució : René Poyen (Bout de Zan)
Societat de producció : Gaumont
Gènere : Comèdia
Data d'estrena :
- Bout de Zan sorcier

Longitud de bobina :
Format : 1,33:1
Distribució : René Poyen (Bout de Zan)
Societat de producció : Gaumont
Gènere : Comèdia
Data d'estrena :
- Bout de Zan va t'en guerre

Longitud de bobina :
Format : 1,33:1
Distribució : René Poyen (Bout de Zan)
Societat de producció : Gaumont
Gènere : Comèdia
Data d'estrena :
- L'Oncle de Bout de Zan

Longitud de bobina :
Format : 1,33:1
Distribució : René Poyen (Bout de Zan)
Societat de producció : Gaumont
Gènere : Comèdia
Data d'estrena :
- Les Vampires (episodi 8 Le Maître de la foudre)

### 1916
- Bout de Zan et la Torpille

Longitud de bobina : 425 metres
Format : 1,33:1
Distribució : René Poyen (Bout de Zan)
Societat de producció : Gaumont
Gènere : Comèdia
Data d'estrena :
- Bout de Zan patriote

Longitud de bobina :
Format : 1,33:1
Distribució : René Poyen (Bout de Zan)
Societat de producció : Gaumont
Gènere : Comèdia
Data d'estrena :
- Bout de Zan se venge

Longitud de bobina : 150 metres
Format : 1,33:1
Distribució : René Poyen (Bout de Zan)
Societat de producció : Gaumont
Gènere : Comèdia
Data d'estrena :

### 1932
- Le Bidon d'or de Christian-Jaque

Format : 1,33:1
Societat de producció : Gaumont